# Municipio de Jefferson (condado de Richland)
El municipio de Jefferson (en inglés: Jefferson Township) es un municipio ubicado en el condado de Richland en el estado estadounidense de Ohio. En el año 2010 tenía una población de 4851 habitantes y una densidad poblacional de 51,34 personas por km².

## Geografía
El municipio de Jefferson se encuentra ubicado en las coordenadas 40°35′19″N 82°31′3″O / 40.58861, -82.51750. Según la Oficina del Censo de los Estados Unidos, el municipio tiene una superficie total de 94.48 km², de la cual 94,1 km² corresponden a tierra firme y (0,4 %) 0,38 km² es agua.

## Demografía
Según el censo de 2010, había 4851 personas residiendo en el municipio de Jefferson. La densidad de población era de 51,34 hab./km². De los 4851 habitantes, el municipio de Jefferson estaba compuesto por el 97,9 % blancos, el 0,56 % eran afroamericanos, el 0,12 % eran amerindios, el 0,12 % eran asiáticos, el 0,16 % eran de otras razas y el 1,13 % eran de una mezcla de razas. Del total de la población el 0,74 % eran hispanos o latinos de cualquier raza.